# Stadtallendorf
Stadtallendorf é um município da Alemanha, situado no distrito de Marburg-Biedenkopf, no estado de Hesse. Tem 78,29 km² de área, e sua população em 2019 foi estimada em 21.391 habitantes.